# Georg Forster (kompositör)
Georg Forster, född omkring 1510 i Amberg, Övre Pfalz, död den 12 november 1568 i Nürnberg, var en tysk utgivare, kompositör och läkare. 
Som korist vid kurfurst Ludvig V:s hov i Heidelberg omkring 1521 var han kollega till Caspar Othmayr som också blev en erkänd tonsättare. Forster mottog sin första undervisning i komposition från kapellmästaren Lorenz Lemlin.